# Guilherme de Meclemburgo-Schwerin
Guilherme de Meclemburgo-Schwerin (Ludwigsburg, 5 de Março de 1827 - Heidelberg, 28 de Julho de 1879), foi o segundo filho do grão-duque Paulo Frederico de Meclemburgo e da sua esposa, a princesa Alexandrina da Prússia, filha do rei Frederico Guilherme III.

## Vida
Alistou-se no exército prussiano e tornou-se comandante do sexto regimento de couraceiros. Guilherme tinha a reputação de bêbado e de dissoluto. Foi afastado do seu comando no exército prussiano duas vezes e pediu a conhecida bailarina Marie Taglioni em casamento. Devido ao seu comportamento, era visto como a "ovelha negra" da família. Sob pressão, casou-se a 9 de Dezembro de 1865, com a princesa Alexandrina da Prússia, filha do príncipe Alberto da Prússia e da princesa Mariana dos Países Baixos. Guilherme mudou-se com a sua esposa para o Palácio de Bellevue em Berlim. O casamento foi infeliz e os dois tiveram apenas uma filha: Carlota (1868-1944) que se casou com Henrique XVIII, Príncipe Reuss de Köstritz.
Guilherme participou na Guerra Austro-Prussiana de 1866 como major-general e comandou uma brigada da cavalaria. Conseguiu com dificuldade um comando irrelevante durante a Guerra Franco-Prussiana, mas foi ferido em combate a 9 de Setembro de 1870, em Laon. Por causa do seu ferimento, ficou afastado da frente de combate durante um longo período de tempo e mostrou falta de energia na Batalha de Le Mans. Em 1873, tornou-se comandante da 22º Divisão em Cassel, que ficou completa em 1874, mas o seu cargo era apenas honorário. Morreu a 28 de Julho de 1879.

## Genealogia
| Guilherme de Meclemburgo-Schwerin | Pai: Paulo Frederico, Grão-Duque de Meclemburgo-Schwerin | Avô paterno: Frederico Luís, Grão-Duque Hereditário de Meclemburgo-Schwerin | Bisavô paterno: Frederico Francisco I, Grão-Duque de Meclemburgo-Schwerin |
| Guilherme de Meclemburgo-Schwerin | Pai: Paulo Frederico, Grão-Duque de Meclemburgo-Schwerin | Avô paterno: Frederico Luís, Grão-Duque Hereditário de Meclemburgo-Schwerin | Bisavó paterna: Luísa de Saxe-Gota-Altemburgo                             |
| Guilherme de Meclemburgo-Schwerin | Pai: Paulo Frederico, Grão-Duque de Meclemburgo-Schwerin | Avó paterna: Helena Pavlovna da Rússia                                      | Bisavô paterno: Paulo I da Rússia                                         |
| Guilherme de Meclemburgo-Schwerin | Pai: Paulo Frederico, Grão-Duque de Meclemburgo-Schwerin | Avó paterna: Helena Pavlovna da Rússia                                      | Bisavó paterna: Maria Feodorovna (Sofia Doroteia de Württemberg)          |
| Guilherme de Meclemburgo-Schwerin | Mãe: Alexandrina da Prússia                              | Avô materno: Frederico Guilherme III da Prússia                             | Bisavô materno: Frederico Guilherme II da Prússia                         |
| Guilherme de Meclemburgo-Schwerin | Mãe: Alexandrina da Prússia                              | Avô materno: Frederico Guilherme III da Prússia                             | Bisavó materna: Frederica Luísa de Hesse-Darmstadt                        |
| Guilherme de Meclemburgo-Schwerin | Mãe: Alexandrina da Prússia                              | Avó materna: Luísa de Meclemburgo-Strelitz                                  | Bisavô materno: Carlos II, Grão-Duque de Meclemburgo-Strelitz             |
| Guilherme de Meclemburgo-Schwerin | Mãe: Alexandrina da Prússia                              | Avó materna: Luísa de Meclemburgo-Strelitz                                  | Bisavó materna: Frederica de Hesse-Darmstadt                              |